# Stegopleurodon
Stegopleurodon is een geslacht van kreeftachtigen uit de klasse van de Malacostraca (hogere kreeftachtigen).

## Soort
- Stegopleurodon planirostrum Richer de Forges & Ng, 2009